# Spilogona litorea
Spilogona litorea este o specie de muște din genul Spilogona, familia Muscidae. A fost descrisă pentru prima dată de Fallen în anul 1823. Conform Catalogue of Life specia Spilogona litorea nu are subspecii cunoscute.